# Tokyo Brilliantrips
『Tokyo Brilliantrips』（トウキョウ・ブリリアントリプス）は、InterFM897とRadio NEOでかつて放送されていたラジオ番組。

## 放送時間

### 過去
InterFM897（2017年11月1日 - ）、Radio NEO（2018年4月2日 - 2019年6月28日）
- 毎週月曜 - 金曜 10:00 - 11:30

InterFM897（2015年10月1日 - 2017年10月31日）
- 毎週月曜 - 金曜 9:00 - 11:00

## パーソナリティ
- 長野美郷

## コーナー
- Brilliantopics Extra
- リンクバル presents Brilliant Weekend